# Olmeccyclops veracruzanus
Olmeccyclops veracruzanus – gatunek widłonoga z rodziny Cyclopidae.

## Systematyka
Gatunek ten opisał w 2010 roku zespół meksykańskich biologów w składzie: Eduardo Suárez-Morales, Fredy Mendoza i Nancy Mercado-Salas, nadając mu nazwę Allocyclops veracruzanus. Miejsce typowe to Rancho Viejo, San Andrés Tlalnehuayocan w stanie Veracruz w Meksyku. W 2012 roku Frank Fiers wprowadził dla tego gatunku osobny rodzaj Olmeccyclops.